# Heol Senni
Heol Senni é um hamlet no vale do Rio Senni  ao norte de Fforest Fawr, uma seção do Brecon Beacons National Park. Localiza-se dentro da comunidade de Maescar no condado de Powys, Gales. O nome em galês  significa a "estrada para (o rio) Senni" e reflete sua posição perto do cruzamento dele pela estrada secundária que vai da A4067 para a A4215. Esta rota era, e até certo ponto e ainda é, uma ligação importante entre Brecon e o Vale de Swansea (ou Vale de Tawe).
A proposta foi feita para represar o Afon Senni na década de 1970, embora a oposição local ao esquema fez com que os planos fossem cancelados.